# Phelsuma quadriocellata
Il geco diurno di Peacock (Phelsuma quadriocellata (Peters, 1883)) è un piccolo sauro della famiglia Gekkonidae, endemico del Madagascar.

## Distribuzione e habitat
La specie è diffusa sul versante orientale del Madagascar, ad altitudini comprese tra 720 e 1.350 m.
Il suo habitat tipico è la foresta pluviale, ove è possibile osservarla sugli alberi di Pandanus spp. Non è infrequente la sua presenza anche in aree antropizzate (aree di foresta degradata, giardini, coltivazioni e abitazioni).

## Conservazione
La IUCN Red List classifica P. quadriocellata come specie a basso rischio (Least Concern).
La specie è inserita nella Appendice II della Convention on International Trade of Endangered Species (CITES).